# F704i
FOMA F704i（フォーマ・エフ なな まる よん アイ）は、富士通によって開発された、NTTドコモの第三世代携帯電話 (FOMA) 端末である。

## 概要
F703iに引き続き、IPX5/IPX7相当の防水に対応。当時の広告では『プールサイドでも使用OK』と謳っていた。
前機種からの進化点は、3Gの国際ローミングに対応した。本体の厚さはF703iと同様の17.9mmで、発売当時は防水ケータイ世界最薄となっていた（2007年6月当時）。
メインディスプレイは、2.2インチのQVGA（240×320ドット）液晶を採用している。サブディスプレイは非点灯時には存在しないように見えるが、点灯させると背面パネルに文字が浮かび上がるフローティングサインを搭載している。
外部メモリーはmicroSD（2GBまで：ドコモ発表）対応である。メインカメラの性能は、前機種から引き続き約130万画素（記録約120万画素）のCMOSイメージセンサに静止画手ぶれ補正を搭載している。テレビ電話用のサブカメラは、約11万画素（記録約10万画素）のCMOS。
また前機種同様、音楽機能も充実しており、新サービスのうた・ホーダイには対応していないものの、着うたフルやWindows Media Audio(WMA)形式の音楽ファイル再生に対応し、デジタル著作権管理 (Digital Rights Management) に対応している事により、Napster等の有料音楽配信サイトの利用も出来る。
iアプリは「渡辺佳子先生のビューティー&ダイエットリンパマッサージ」、「東北大学川島隆太教授監修 ケータイ脳力ストレッチング」、「ZOOKEEPER DX F」、「ロジックパズル F」、「デコメ絵文字ポケット」、「楽オク出品アプリ」、「iアプリバンキング」、「ケータイクレジットiD」、「DCMXクレジットアプリ」、「Gガイド番組表リモコン」をプリインストールしている。
| 主な対応サービス           | 主な対応サービス                    | 主な対応サービス         | 主な対応サービス                       |
| -------------------------- | ----------------------------------- | ------------------------ | -------------------------------------- |
| DCMX／おサイフケータイ     | うた・ホーダイ                      | 着うたフル／着うた       | デジタルオーディオプレーヤー(WMA)(AAC) |
| 直感ゲーム／メガiアプリ    | Music&Videoチャネル／ビデオクリップ | 3Gローミング             | プッシュトーク                         |
| FOMAハイスピード           | GPS／ケータイお探し                 | デコメール／デコメ絵文字 | iチャネル                              |
| 着もじ                     | テレビ電話／キャラ電                | 電話帳お預かりサービス   | フルブラウザ                           |
| おまかせロック／バイオ認証 | 外部メモリーへiモードコンテンツ移行 | トルカ                   | iC通信／iCお引越しサービス             |
| きせかえツール／マチキャラ | バーコードリーダ／名刺リーダ        | 2in1                     | エリアメール                           |

## メーカーによる宣伝
テレビコマーシャル等には、F904iに続いてSMAPの木村拓哉を起用している。コマーシャルではプールサイドで着信する場面があり、F703i同様、「ウォータープルーフスリム」を強調している。

## 不具合
現時点では、ドコモ及び富士通より報告はない。

## 歴史
- 2007年4月27日：技術基準適合証明 (TELEC) 通過。
- 2007年5月15日：電気通信端末機器審査協会 (JATE) 通過。
- 2007年7月4日: D704i・F704i・P704i・SH704i・SO704i・L704i・N704iμ・P704iμの開発発表。
- 2007年7月20日：発売開始。